# فرناندو كاريرا
فرناندو كاريرا (بالإسبانية: Fernando Carrera)‏ هو اقتصادي غواتيمالي، ولد في 19 أبريل 1966 في غواتيمالا في غواتيمالا.